# Genzaburō Yoshino
Genzaburō Yoshino (9 de abril de 1899-23 de mayo de 1981) fue un editor, autor de libros infantiles, crítico literario, traductor y periodista japonés. Durante la era Shōwa (25 de diciembre de 1926 al 7 de enero de 1989) destacó por ser un intelectual de pensamiento pacifista y progresista. Genzaburō es conocido por su libro más famoso ¿Cómo vives? (Kimitachi wa dō ikiru ka), adaptado al cine en 2023 por Studio Ghibli con el nombre de El niño y la garza. También fue el primer redactor jefe de la revista japonesa Sekai. Fue crucial para la creación de la revista juvenil Iwanami Shōnen Bunko. Ocupó varios puestos importantes en la Universidad de Meiji, fue director general de la editorial Iwanami Shōten, primer presidente del Japan Congress of Journalists y responsable del Okinawa Resource Centre.

## Biografía

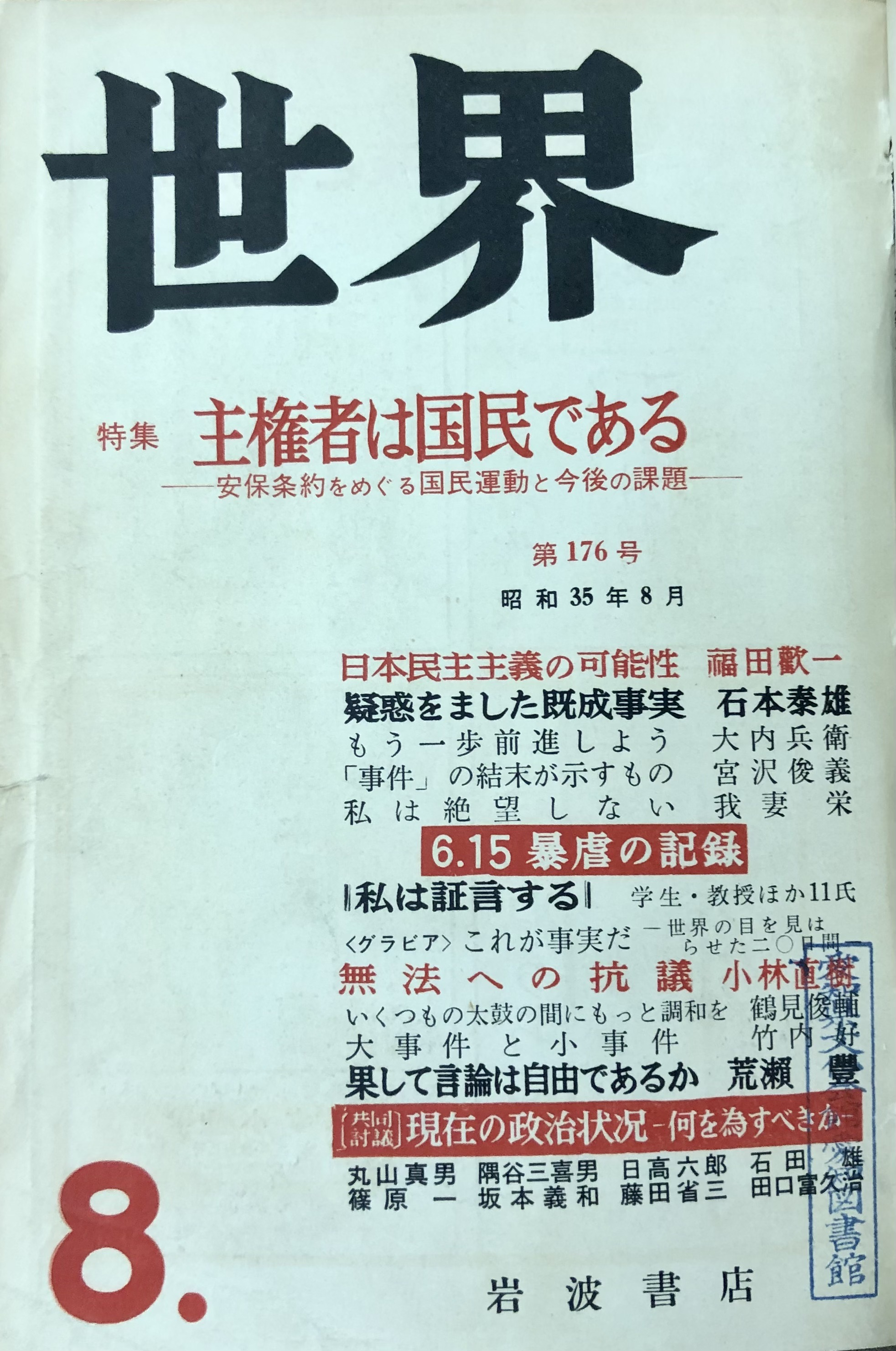
Revista Sekai, donde trabajó como primer editor jefe

Nació en 1899 en Tokio. Su padre era corredor de bolsa.
En 1912 se graduó en la escuela primaria de la Escuela Superior de Tokio, conocida ahora como la escuela primaria de la Universidad de Tsukuba. En 1917 se graduó en el instituto de la Escuela superior de Tokio, conocido ahora como el instituto de la Universidad de Tsukuba. 
En 1918 cursó bachillerato en el instituto Daichi. Tras graduarse en 1922, ingresó en la Facultad de Economía de Tokio. Durante estos años descubrió su amor por la filosofía y acabó trasladándose a la Facultad de Letras.
En 1925, a los 26 años, se graduó en filosofía por la Facultad de Letras de Tokio. Al finalizar sus estudios, se unió al ejército japonés y fue subteniente de infantería hasta 1927, año en el que empezó a trabajar en la biblioteca de la Universidad de Tokio. En esa época Genzaburo Yoshino tenía inquietudes políticas y empezó a frecuentar las sedes de organizaciones socialistas. En 1931, debido a su conducta y a las duras Leyes de Preservación de la Paz, fue detenido y condenado a cuatro años de prisión con trabajos forzados. También fue depuesto de su rango social de Shōhachi. Se cree que la desconfianza hacia el militarismo que sintió en esa época moldeó sus actividades antibelicistas y su sistema de pensamiento idealista en años posteriores.
En 1935 fue editor jefe de la editorial infantil Nihon Shōkumin Bunko, creada por el escritor Yūzō Yamamoto. En 1937 empezó a trabajar como profesor no titular de la universidad de Meiji y ese mismo año publicó su obra más famosa ¿Cómo vives? y se unió a la editorial Iwanami Shōten. En 1938 publicó la colección de libros Iwanami Shinshō, de libros de cultura general. En 1939 fue nombrado profesor titular de la universidad de Meiji. A lo largo de la guerra desarrolló firmemente su propia teoría del humanismo.
En 1946 fundó la revista Sekai, publicada por Iwanami Shōten, de la cual fue su primer redactor jefe. Defendió, desde el punto de vista de la llamada "democracia de posguerra", una postura antibelicista y pacifista y el 15 de abril de 1950 formó el Simposio sobre Cuestiones de Paz, que defendía que Japón firmara un tratado de paz total en 1951, inclusive con la Unión Soviética y China, en lugar de una paz unilateral con 52 países, entre ellos Estados Unidos. En 1959, participó en la formación de la Asociación de Críticos contra el Tratado de Seguridad entre Estados Unidos y Japón y participó activamente en la Lucha contra el Tratado de Seguridad entre Estados Unidos y Japón de 1960. Durante este periodo, fue nombrado director de Iwanami Shoten en 1949, director gerente de Iwanami Shoten al año siguiente y asesor editorial de Iwanami Shoten en 1965.
En 1975, participó en el Foro Internacional sobre el 30 aniversario del lanzamiento de la bomba atómica de Hiroshima, que se celebró en esa misma ciudad.
Genzaburō Yoshino falleció en 1981 a la edad de 82 años debido a un enfisema pulmonar. 

## Reconocimientos
Setenta años después de su publicación, gracias al apasionado mensaje antibélico, su novela ¿Cómo vives? obtuvo el puesto número cinco en un ranking de las 100 mejores obras de Iwanami Bunko. 
En 2017 se publicó la versión manga de ¿Cómo vives? ilustrada por Shōichi Haga que cosechó un gran éxito, lo que popularizó también la versión original de la historia. 

## Obras

### Libros
- ¿Cómo vives? ilustrado por Kazu Wakita y publicado el 20 de octubre de 1948.
- En defensa de la humanidad (Ningen no tōtoi wo mamorō), publicado en 1948.
- El hombre que luchó por el progreso de la humanidad: la vida de Abraham Lincoln (Ningen no shinpo ni tsuke shita hito), publicado en 1949.
- ¿Cómo vivimos? (Watashitachi wa dō ikuru ka), publicado en 1958.
- Yo soy humano, tú eres humano (Boku mo ningen kimi mo ningen) publicado en 1959.
- Para aquellos que luchan contra el problema de los setenta años (Nanajūnen mondai no tame ni tatakatte iru shokun he) publicado en 1970.
- Contemporáneos: no hay que olvidar la guerra de Vietnam (Dōjidai no koto Vietnam sensō wo wasureruna) publicado en 1974.
- La labor del editor (Shokugyō toshite no henshūsha), publicado en 1989
- En pos de la paz, la revista Sekai entre 1946 y 1955 (Heiwa he no ishi Sekai henshū kōki 1946-55-nen) publicado en 1995.
- Tras la posguerra, la revista Sekai entre 1956 y 1960 (Sengō he no ketsubetsu Sekai henshū kōki 1956-60-nen) publicado en 1995.
- Lo que me enseñó el firmamento (Hoshizora wa nani wo oshietaka aru ojisan no hanashita koto) editado por Kanko Akagi y publicado en 2008.
- Creer en la humanidad (Ningen wo shinjiru), publicado en 2011.

### Colecciones
- La crisis ha llegado para quedarse (Kiki wa koko made kiteiru), publicado en 1954.
- El destino de Japón (Nihon no unmei), publicado en 1969.
- Japón: la lucha por la libertad (Nihon ni ageru jiyū no tameno tatakai), publicado en 1969.
- Problemas e inicios de la posguerra (Genten sengō to sono mondai), publicado en 1969.
- Abolición nuclear o ruina: Actas del Foro Internacional de Hiroshima en el 30 aniversario del bombardeo (Kakuhaizetsu ka hametsu hibaku 30 nen Hiroshima kokusai forumo no kiruku), publicado en 1976.

### Coautor
- La alegría y la pena del periodismo (Janarisuto sono yorokobi to kanashimi), coautores: Ikejima Shinpei, Shōzō Ōgiya et al., publicado en 1955.
- La idea de la paz: compendio del pensamiento japonés de posguerra, volumen 4 (Heiwa no shisō: Sengo Nihon shisō taikei dai 4-kan), coautor: Shunsuke Tsurumi, publicado en 1968.
- Colección de documentos conmemorativos de los 20 años del movimiento por la paz (Heiwa undō 20-nen kinen ronbunshū), coautor: Shōten Otsuki, publicado en 1969.

### Traducciones
- Die Lehre vom erkennenden Subjekt in der Marburger Schule de Siegfried Marck en 1928.
- Un capítulo de Fridtjof Nansen en Living philosophies, a series of intimate credos de Albert Einstein et al. en 1940.
- The Level Land de Dola de Jong en 1951.
- Return to the Level Land de Dola de Jong en 1952.
- Parliamentary Democracy de Sarvepalli Radhakrishnan en 1957.
- Fabeln de Gotthold Ephraim Lessing publicado en 1998.